# Плавание на летних Олимпийских играх 2020 — эстафета 4×200 метров вольным стилем (мужчины)
Соревнования по плаванию в эстафете 4×200 метров вольным стилем среди мужчин на летних Олимпийских играх 2020 года прошли с 27 и 28 июля 2021 года в Токийском центре водных видов спорта. В соревнованиях приняли участие 16 сборных команд. 
Олимпийскими чемпионами стала сборная Великобритании, прервавшая гегемонию США начиная с Олимпиады 2004 года. Британцы повторили успех 113-летней давности, когда они выиграли эстафету на Олимпиаде 1908 года в Лондоне, впервые включенную в программу Олимпиад. Серебряные медали завоевала команда Олимпийского комитета России, бронза досталась сборной Австралии. Американские пловцы в итоге вообще не попали в тройку призеров впервые за все время присутствия этой дисциплины в программе Олимпиад (исключение — Олимпийские игры 1980 года в Москве, которые США бойкотировали в полном составе). 

## Призёры
| Золото                                                                                  | Серебро | Бронза                                                                                                 |
| Великобритания · Томас Дин · Джеймс Гай · Мэттью Ричардс · Данкан Скотт · Кэлум Джарвис | ОКР · Мартин Малютин · Иван Гирёв · Евгений Рылов · Михаил Довгалюк · Александр Красных · Михаил Вековищев | Австралия · Александр Грэм · Кайл Чалмерс · Зак Инсерти · Томас Нилл · Мак Хортон · Элайджа Уиннингтон |

## Рекорды
До начала летних Олимпийских игр 2020 года мировой и олимпийский рекорды были следующими:
| Мировой рекорд     | США Майкл Фелпс Рики Беренс Дэвид Уолтерс Райан Лохте           | 6:58,55 | Рим   | 31 июля 2009    |
| Олимпийский рекорд | США · Майкл Фелпс · Райан Лохте · Рики Беренс · Питер Вандеркай | 6:58,56 | Пекин | 13 августа 2008 |

## Расписание
Время местное (UTC+9)
| Дата    | Время | Раунд                   |
| ------- | ----- | ----------------------- |
| 27 июля | 19:58 | Предварительные заплывы |
| 28 июля | 12:26 | Финал                   |

## Соревнование

### Предварительные заплывы
В финал проходили 8 сборных, показавших лучшее время, независимо от места, занятого в своём заплыве.
| Место | Заплыв | Дорожка | Страна           | Спортсмены                                                                                                 | Время   | Прим. |
| ----- | ------ | ------- | ---------------- | --- | ------- | ----- |
| 1     | 2      | 3       | Великобритания   | Мэттью Ричардс (1:46.35) Джеймс Гай (1:44.66) Кэлум Джарвис (1:45.53) Томас Дин (1:46.71)                  | 7:03.25 | Q     |
| 2     | 2      | 4       | Австралия        | Александр Грэм (1:45.72) Мак Хортон (1:47.51) Элайджа Уиннингтон (1:46.19) Зак Инсерти (1:45.58)           | 7:05.00 | Q     |
| 3     | 1      | 5       | Италия           | Стефано Ди Кола (1:47.00) Маттео Чампи (1:45.64) Марко Де Туллио (1:46.78) Филиппо Мегли (1:45.63)         | 7:05.05 | Q     |
| 4     | 1      | 4       | ОКР              | Михаил Довгалюк (1:46.56) Александр Красных (1:46.78) Иван Гирёв (1:45.71) Михаил Вековищев (1:46.11)      | 7:05.16 | Q     |
| 5     | 2      | 5       | США              | Дрю Киблер (1:46.12) Эндрю Селискар (1:46.17) Патрик Каллан (1:47.12) Блэйк Пирони (1:46.21)               | 7:05.62 | Q     |
| 6     | 1      | 7       | Швейцария        | Антонио Дьякович (1:46.41) Нильс Лисс (1:47.23) Ноэ Понти (1:47.11) Роман Митюков (1:45.84)                | 7:06.59 | Q, NR |
| 7     | 2      | 2       | Германия         | Лукас Мертенс (1:47.27) Поуль Цельман (1:45.80) Хеннинг Мюльляйтнер (1:48.11) Якоб Хайдтман (1:45.58)      | 7:06.76 | Q     |
| 8     | 2      | 6       | Бразилия         | Луис Алтамир Мело (1:48.01) Фернандо Шеффер (1:46.09) Мурильо Сартори (1:46.76) Брено Коррея (1:46.87)     | 7:07.73 | Q     |
| 9     | 1      | 3       | Китай            | Цзи Синьцзе (1:47.14) Хун Цзиньцюань (1:48.17) Чжан Циян (1:46.89) Ван Шунь (1:46.07)                      | 7:08.27 |       |
| 10    | 1      | 1       | Израиль          | Денис Локтев (1:46.64 NR) Даниель Намир (1:47.41) Томер Франкель (1:48.19) Галь Коэн Груми (1:46.41)       | 7:08.65 | NR    |
| 11    | 1      | 6       | Франция          | Жордан Потен (1:47.30) Адриен Сальван (1:48.09) Энцо Тезик (1:46.84) Жонатан Атсю (1:46.65)                | 7:08.88 |       |
| 12    | 2      | 7       | Япония           | Коносукэ Янагимото (1:48.50) Кацухиро Мацумото (1:45.35) Косукэ Хагино (1:47.90) Котаро Такахаси (1:47.78) | 7:09.53 |       |
| 13    | 2      | 1       | Республика Корея | Ли Ю Йон (1:49.55) Сун Ву Хван (1:48.88) Ким Во Мин (1:49.24) Ли Хо Джун (1:47.36)                         | 7:15.03 |       |
| 14    | 2      | 8       | Ирландия         | Джек Макмиллан (1:46.66 NR) Финн Макгивер (1:48.46) Брендан Хайленд (1:51.28) Шейн Райан (1:49.08)         | 7:15.48 |       |
| 15    | 1      | 8       | Польша           | Кацпер Майхшак (1:49.32) Якуб Краска (1:47.94) Камиль Серадзкий (1:50.44) Радослав Кавенцкий (1:51.21)     | 7:18.91 |       |
| 16    | 1      | 2       | Венгрия          | Балаш Холло (1:47.41) Габор Зомбори (1:47.27) Доминик Козма Ричард Мартон                                  | DSQ     |       |

### Финал
| Место | Дорожка | Страна         | Спортсмены                                                                                            | Время   | Прим. |
| ----- | ------- | -------------- | --- | ------- | ----- |
| 1     | 4       | Великобритания | Томас Дин (1:45.72) Джеймс Гай (1:44.40) Мэттью Ричардс (1:45.01) Данкан Скотт (1:43.45)              | 6:58.58 | ER    |
| 2     | 6       | ОКР            | Мартин Малютин (1:45.69) Иван Гирёв (1:45.63) Евгений Рылов (1:45.26) Михаил Довгалюк (1:45.23)       | 7:01.81 |       |
| 3     | 5       | Австралия      | Александр Грэм (1:46.00) Кайл Чалмерс (1:45.35) Зак Инсерти (1:45.75) Томас Нилл (1:44.74)            | 7:01.84 |       |
| 4     | 2       | США            | Киран Смит (1:44.74) Дрю Киблер (1:45.51) Зак Эппл (1:47.31) Таунли Хаас (1:44.87)                    | 7:02.43 |       |
| 5     | 3       | Италия         | Стефано Балло (1:45.77) Маттео Чампи (1:45.88) Филиппо Мегли (1:45.33) Стефано Ди Кола (1:46.26)      | 7:03.24 |       |
| 6     | 7       | Швейцария      | Антонио Дьякович (1:45.77 NR) Нильс Лисс (1:47.74) Ноэ Понти (1:46.93) Роман Митюков (1:45.68)        | 7:06.12 | NR    |
| 7     | 1       | Германия       | Лукас Мертенс (1:46.68) Поуль Цельман (1:46.30) Хеннинг Мюльляйтнер (1:48.04) Якоб Хайдтман (1:45.49) | 7:06.51 |       |
| 8     | 8       | Бразилия       | Фернандо Шеффер (1:45.93) Мурило Сартори (1:46.09) Брено Коррея (1:48.11) Луис Алтамир Мело (1:48.09) | 7:08.22 |       |